# Бенцони, Жюльетта
(Дама) Жюлье́тта Бенцо́ни (фр. Juliette Benzoni); настоящее имя — Андре́-Маргари́та-Жюлье́тта Манже́н (фр. Andrée-Marguerite-Juliette Mangin; 30 октября 1920, Париж — 8 февраля 2016, Сен-Манде) — французская писательница, работавшая в жанре исторического любовного романа.

## Биография
Жюльетта Бенцони, урождённая Андре-Маргарита-Жюльетта Манжен, по вероисповеданию католичка, родилась 30 октября 1920 года во Франции, в Париже на проспекте Бурдоннэ, в семье промышленника лотарингского происхождения по имени Шарль-Юбер Манжен и уроженки Шампани с эльзасскими и швейцарскими корнями по имени Мария-Сюзанна Арно. С детства являлась поклонницей творчества А. Дюма-отца. В детстве жила в Сен-Жермен-де-Пре, училась на курсах мадемуазель Дезир при лицее Фенелона, после чего в колледже Хюльст, в котором получила диплом бакалавра, потом в Парижском католическом институте.
В 1941 году вышла замуж за врача Мориса Галуа и переехала жить к мужу в Дижон, где проводила много времени в библиотеках, изучая историю Бургундии. В первом браке у Жюльетты родились двое детей — дочь Анна и сын Жан-Франсуа. После смерти первого мужа в 1950 году Жюльетта переехала к родственникам в Марокко, где в 1953 году второй раз вышла замуж — за капитана Андре Бенцони. Спустя несколько лет Жюльетта Бенцони вернулась во Францию и поселилась в пригороде Парижа Сен-Манде, в котором её второй муж работал помощником мэра вплоть до своей смерти в 1982 году.
В 1953—1956 годах Жюльетта Бенцони работала журналисткой и писала статьи на исторические темы, а в 1964 году выпустила свой первый крупный роман «Катрин». С тех пор писательница создала множество историко-приключенческих и любовно-исторических романов, отличительной чертой которых является сочетание романтики с точной фактологией в вопросе реальных исторических событий и личностей.
Жюльетта Бенцони жила в своём доме в Сен-Манде, в котором написала большинство своих книг: ежедневно с 6 до 9 часов утра она работала над созданием новых книг, предпочитая печатную машинку компьютеру или ноутбуку, и публиковала по два романа в год. В число интересов и увлечений Жюльетты Бенцони входили история, искусство, чтение, музыка, кулинария, парусный спорт, необработанные камни, старинные дома.
Жюльетта Бенцони входит в число самых читаемых авторов Франции, её романы переведены на 22 языка мира, опубликованы более чем в 20 странах тиражом свыше 50 миллионов. Творчество Жюльетты Бенцони хорошо известно российским читателям, поскольку её романы начиная с 1991 года неоднократно издавались и издаются на русском языке в российских издательствах «Эксмо» (в сериях «Соблазны» и «Кружево» (1990-е годы), в серии «Жюльетта Бенцони. Королева французского романа», которая выпускалась с 2010 года по настоящее время, в серии «Камея. Коллекция историй о любви», выходящей в настоящее время), «АСТ», «Дрофа» (в серии «Жемчужина»), «Крон-Пресс», «Вече» (в серии «Каприз. Женские любовные романы»), «Этерна», в украинских издательствах (на русском языке) «Фолио» (Харьков), «Видавець» (Запорожье) и др.

## Награды
- 1973 — приз имени Александра Дюма-отца
- 1998 — Кавалер ордена «За заслуги»
- призы «Louis Barthou», Médaille d’argent de l’académie Française pour son roman «Félicia au soleil couchant»

## Экранизации
В 1968 году режиссёром Бернаром Бордери снят кинофильм «Катрин» по мотивам первого романа одноимённого многотомного цикла. На французском телевидении (Antenne-2, в настоящее время France 2, TF1) режиссёром Марион Сарро сняты мини-сериалы «Марианна» (1983), «Катрин» (1986), «Кречет» (1987) и «Флорентийка» (1991) на основе одноимённых многотомных циклов книг, выпущены во Франции на DVD, никогда не демонстрировались в России.

## Приписываемые
Видимо, в связи с хорошей продаваемостью книг Жюльетты Бенцони на российском рынке, под её именем было издано несколько низкопробных подделок, являющихся компиляциями «Опасных связей», книг Дюма, фильма «Плоть и кровь», и т. д. В официальной французской библиографии писательницы их нет: циклы «Констанция» (в 3 кн., в 6 кн.), «Моргана» (в 3 кн.), «Перстень принцессы» (в 3 кн.).